# الگوریتم (سی++)
الگوریتم‌های استاندارد سی++ توابعی همه منظوره هستند که یک یا چند بازه را به شکل Iterator دریافت می‌کنند و عملیات‌های متفاوتی مثل مرتب‌سازی، جستجو و … را بر روی آن بازه‌ها انجام می‌دهند.
در کتابخانه استاندارد سی++ در سرآیند <algorithm.h> حدود ۸۰ الگوریتم متفاوت وجود دارد.

## دسته‌بندی الگوریتم‌ها

### الگوریتم‌های متوالی که تغییری در ورودی نمی‌دهند
این دسته از الگوریتم‌های یک یا چند iterator را به عنوان ورودی دریافت می‌کنند و بدون تغییر iteratorهای ورودی صرفاً یک مقدار را برمی‌گردانند.
مثل std::find و std::search و std::count و std::for_each
مثال:
```
#
 
include
 
<iostream>

#
 
include
 
<vector>

int
 
main
()

{

  
std
::
vector
<
int
>
 
arr
 
=
 
{
 
2
,
 
5
,
 
7
,
 
2
,
 
3
,
 
4
,
 
4
,
 
5
,
 
2
 
};

  
std
::
cout
 
<<
 
std
::
count
(
arr
.
begin
(),
 
arr
.
end
(),
 
2
);
 
// تعداد ۲ها یعنی ۳ چاپ می‌شود

}

```

### الگوریتم‌های متوالی تغییر دهنده ورودی
این دسته از الگوریتم‌ها یک یا چند بازه را به شکل Iterator دریافت می‌کنند و آن‌ها را بسته به نوع الگوریتم تغییر می‌دهند. مثل std::remove , std::reverse , std::fill ,...
مثال :
```
#
 
include
 
<iostream>

#
 
include
 
<string>

#
 
include
 
<vector>

int
 
main
()

{

  
std
::
string
 
str
 
=
 
"salam"
;

  
std
::
reverse
(
str
.
begin
(),
 
str
.
end
());
 
// برعکس کردن رشته

  
std
::
cout
 
<<
 
str
;
 
// "malas"

}

```

### الگوریتم‌های مرتب‌سازی
از این الگوریتم‌ها برای مرتب‌سازی یا بررسی مرتب بودن یک بازه خاص استفاده می‌شود. مثل std::sort, std::stable_sort , std::is_sorted
مثال :
```
#
 
include
 
<iostream>

#
 
include
 
<algorithm>

#
 
include
 
<vector>

int
 
main
()

{

  
std
::
vector
<
int
>
 
arr
 
=
 
{
 
1
,
 
5
,
 
2
,
 
3
,
 
7
 
};

  
std
::
cout
 
<<
 
std
::
boolalpha
 
<<
 
std
::
is_sorted
(
arr
.
begin
(),
 
arr
.
end
())
 
<<
 
'\n'
;
 
// false چاپ می‌شود

  
std
::
sort
(
arr
.
begin
(),
 
arr
.
end
());
 
// مرتب‌سازی

  
std
::
cout
 
<<
 
std
::
boolalpha
 
<<
 
std
::
is_sorted
(
arr
.
begin
(),
 
arr
.
end
())
 
<<
 
'\n'
;
 
// به دلیل مرتب آرایه true نوشته می‌شود

}

```

### الگوریتم‌های مربوط به هیپ
از این الگوریتم‌ها برای اعمال مثل ساختن هیپ و چک کردن این که آیا بازه مورد نظر heap است یا خیر و همچنین مرتب‌سازی هرمی (heap sort) استفاده می‌شود.
مثال :
```
#
 
include
 
<iostream>

#
 
include
 
<algorithm>

#
 
include
 
<vector>

int
 
main
()

{

  
std
::
vector
<
int
>
 
arr
 
=
 
{
 
1
,
 
5
,
 
2
,
 
3
,
 
7
 
};

  
std
::
make_heap
(
arr
.
begin
(),
 
arr
.
end
());
 
// ایجاد هیپ

  
std
::
sort_heap
(
arr
.
begin
(),
 
arr
.
end
());
 
// مرتب‌سازی هرمی

  
for
 
(
auto
 
i
 
:
 
arr
)
 
// چاپ آرایه

    
std
::
cout
 
<<
 
i
 
<<
 
' '
;

}

```

### جستجوی دودویی
از این الگوریتم‌ها برای جستجوی دودویی در یک آٰرایه مرتب(std::binary_search) یا پیدا کردن اولین عنصر بزرگتر (std::lower_bound) یا اولین عنصر کوچیکتر(std::upper_bound) از یک عنصر خاص استفاده می‌شود.
مثال :
```
#
 
include
 
<iostream>

#
 
include
 
<algorithm>

#
 
include
 
<vector>

int
 
main
()

{

  
std
::
vector
<
int
>
 
arr
 
=
 
{
 
1
,
 
2
,
 
4
,
 
6
,
 
7
 
};

  
std
::
cout
 
<<
 
*
std
::
lower_bound
(
arr
.
begin
(),
 
arr
.
end
(),
 
3
);
 
// اولین عنصر بزرگتر از ۳ یعنی ۴ چاپ می‌شود

}

```

### الگوریتم‌های تقسیم
از این الگوریتم‌ها برای تقسیم یک بازه خاص به ۲ گروه متفاوت استفاده می‌شود مثل: std::partition_copy , std::partition

### الگوریتم‌های پیدا کردن بیشترین و کمترین مقدار
الگوریتم‌های مربوط به پیدا کردن بیشترین و کمترین مقدار در یک بازه خاص مثل std::min , std::max , std::lexicographical_compare

### الگوریتم‌های مربوط به مجموعه‌ها
الگوریتم‌هایی هستند که وظیفه اشان عملیات‌هایی مثل پیداکردن تفاوت ۲ مجموعه (std::set_difference) یا ترکیب ۲ مجموعه(std::merge) و… هست.

### الگوریتم‌های عددی
الگوریتم‌هایی که برای محاسبات عددی روی یک بازه خاص استفاده می‌شوند مثلاً برای جمع زدن عناصر یک بازه از std::accumulate استفاده می‌شود یا برای پر کردن از std::iota استفاده می‌شود.

## برای مطالعهٔ بیشتر
http://stackoverflow.com/questions/662845/why-is-stdfor-each-a-non-modifying-sequence-operation